# ザルツブルク
ザルツブルク（ドイツ語: Salzburg）は、オーストリア中北部の都市で、同名のザルツブルク州の州都である。ドイツ語で特に区別して表記する場合、ザルツブルク市はStadt Salzburg、州はLand Salzburgとする。郡に属さない憲章都市 (Statutarstadt) であるが、ザルツブルク＝ウムゲーブング郡の郡庁が置かれている。
旧市街と歴史的建造物は、1996年ユネスコの世界遺産に「ザルツブルク市街の歴史地区」として登録された。

## 概要
ザルツブルクは、標高424メートルに位置し、15万人の人口を擁する。すぐ南西側ではドイツ領土のベルヒテスガーデンに接し、高速道路で西に140kmの位置にミュンヘン、東300kmに首都ウィーンという位置関係や、オーストリア支配下に入ったのは19世紀以降(それまでは大司教が支配するドイツ諸邦のひとつとして、形骸化した神聖ローマ帝位を度外視すればオーストリアとは対等独立の関係だった)で、その直前には短期間バイエルン王国に併合されていたという歴史的経緯から、ウィーンにも増して、ドイツのバイエルン州との文化的関係が深い。
ザルツブルクは、モーツァルトが1756年に誕生してから25歳まで住んでいた事で、彼の音楽を愛する世界の人々にとっていわば巡礼地になっている。とりわけザルツブルク音楽祭の開催される夏のシーズンはホテルはどこも満員となり、モーツァルトの生家のあるゲトライデ通りはもともと狭いがなおさら狭く感じられるほどの混雑となる。
当地の空港も、「ザルツブルク・ヴォルフガング・アマデウス・モーツァルト空港」と名付けられている。

### 都市名の語源
ザルツは「塩」、ブルクは「砦」の意である。15kmほど南のバート・デュルンベルクで産出される岩塩をハライン (Hallein) 市において製塩し、大司教から特権を与えられたラウフェン（Laufen）の船乗りたちがハラインからザルツァッハ川（Salzach）を通じてヨーロッパ各地に送っていた。塩の積載量に応じた通行税をこの地の大司教が財源にしていた。このためデュルンベルクの塩が地名の語源と誤解されている。しかしドイツ語のザルツブルクの名が史料に初めて登場するのは755年頃成立した『聖ボニファティウス伝』においてである。当時のサルツブルクの司教はバイエルン公よりライヒェンハル（現ドイツ領）の塩泉および塩釜の利益の一部を与えられ、それを布教の財源としていた。よって地名の直接の由来となったのはライヒェンハルの塩であると考えられている。ライヒェンハル、ハライン、および東隣のオーバー・エースターライヒ州にあるハルシュタットの地名に使われるハルはケルト語で塩の意味があり、この一帯に分布する地下の岩塩が昔の経済を支えたという歴史がある。なお、岩塩の鉱物名Haliteも由来する。

### 五輪の誘致
ザルツブルクは2010年冬季五輪に立候補し、オーストリアではインスブルックに続く3度目の開催を目指したが、第1回目の投票で最下位で落選。2014年大会にも誘致活動に名乗りをあげたものの、再び第1回目の投票で最下位となり落選した。

## 地理

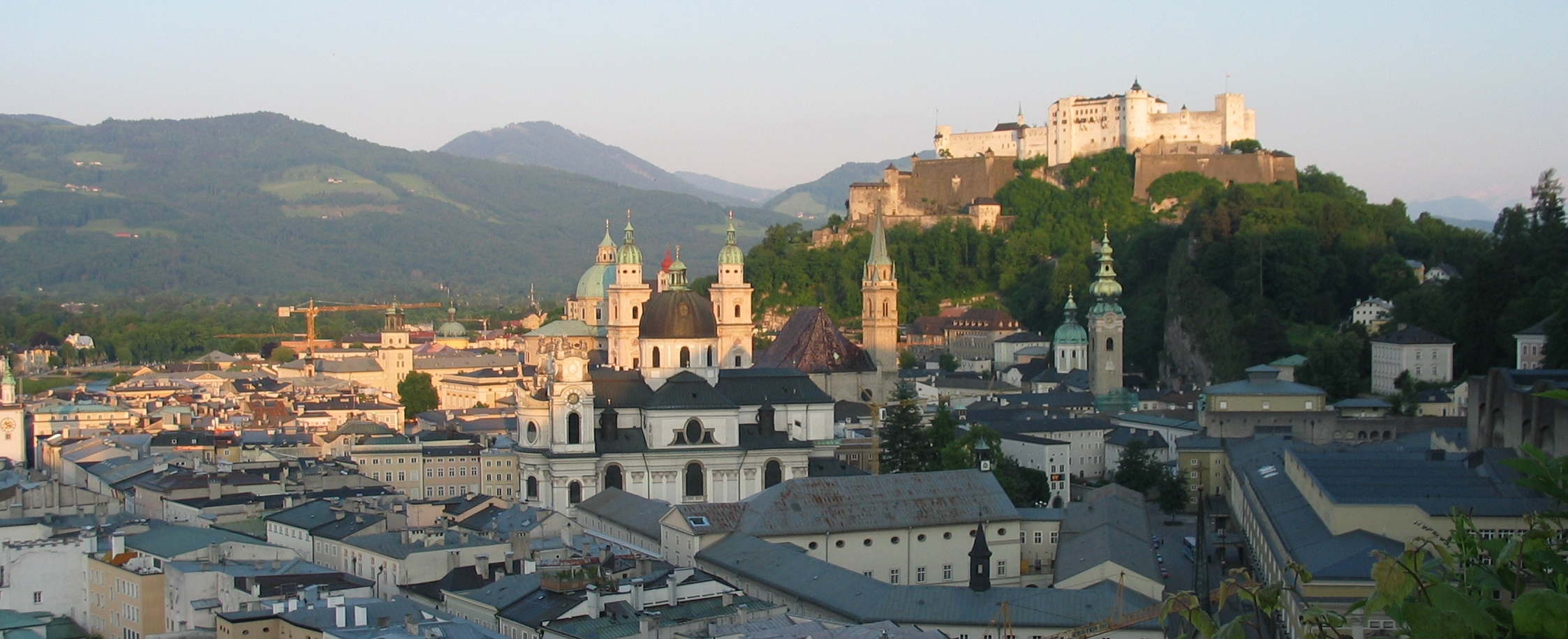
ホーエンザルツブルク城の夕映え

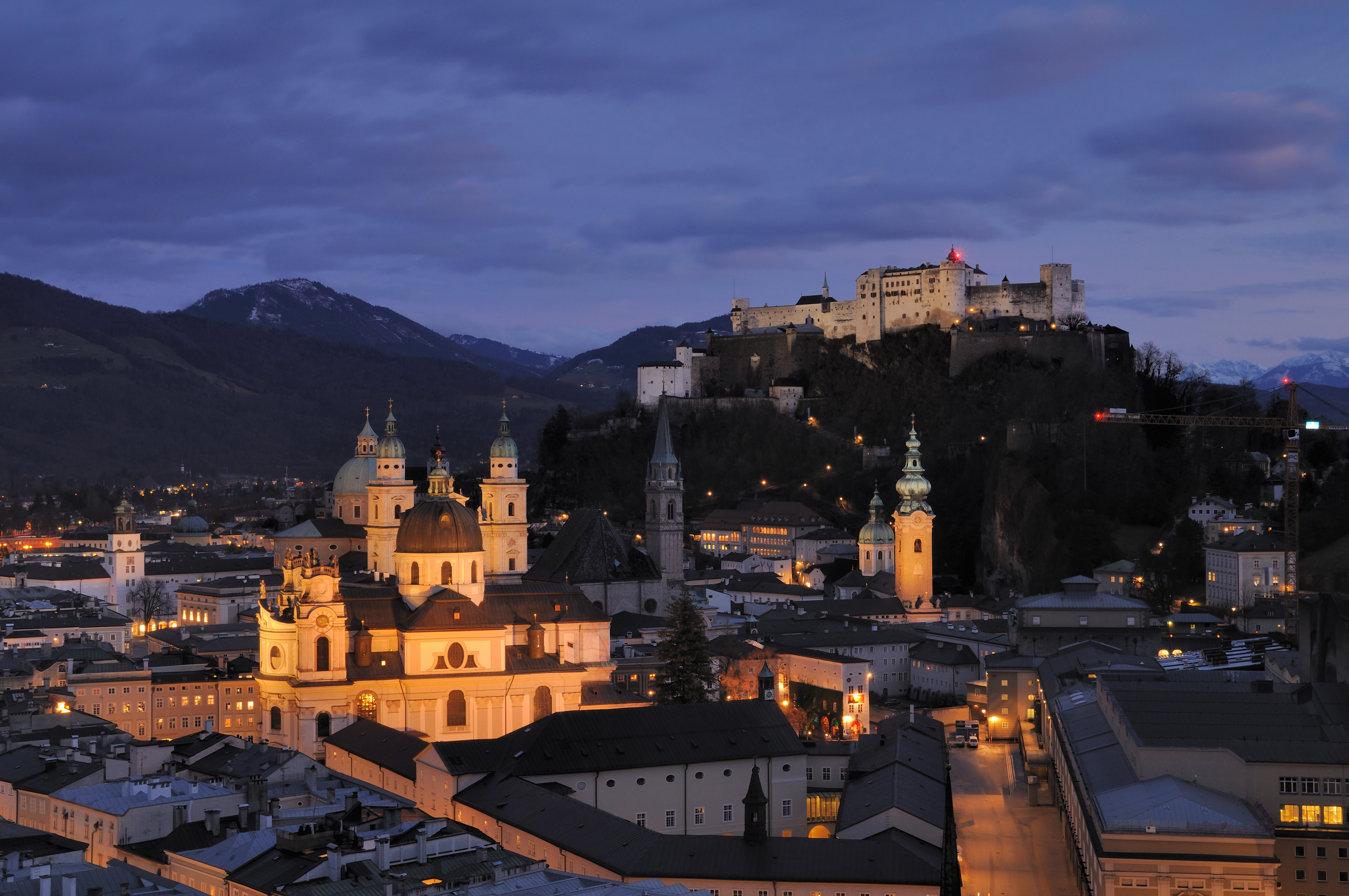
夜のザルツブルク旧市街

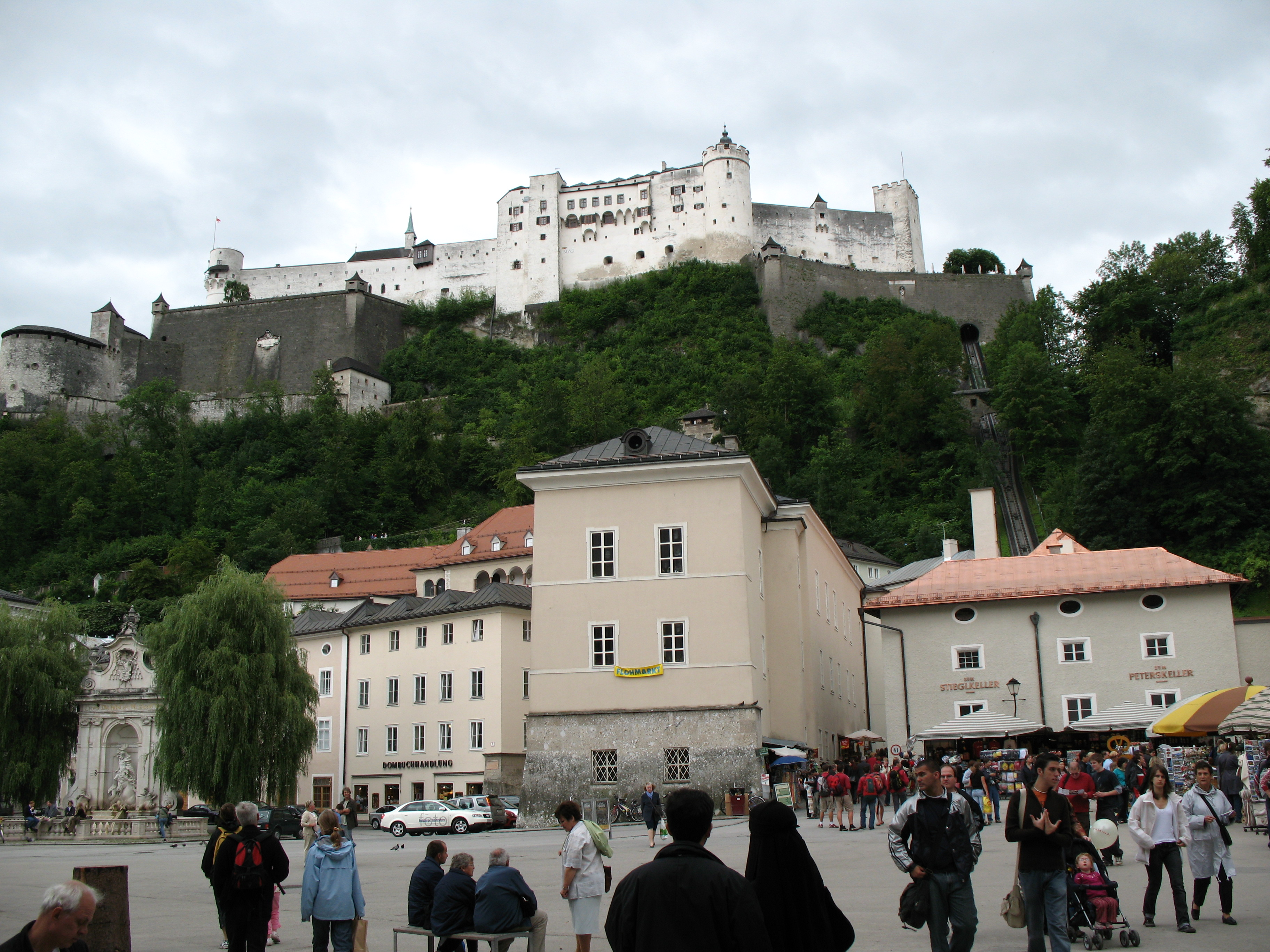
ホーエンザルツブルク城

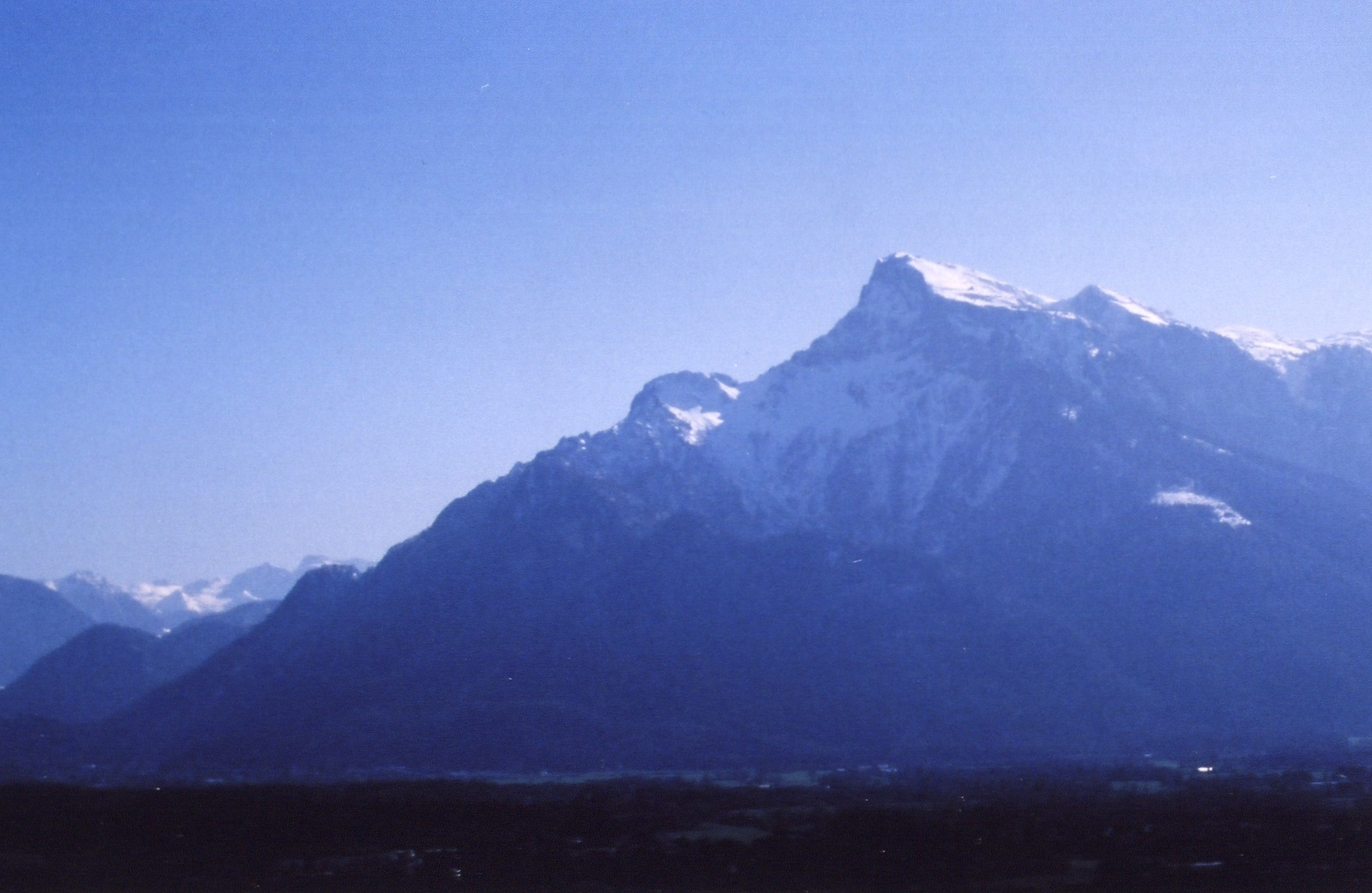
ウンタースベルク山。ホーエンザルツブルク城から見ることができる

ザルツブルクは、町の中心を南から北に流れる清流ザルツァッハ川の西側に位置し、ツェントルムと呼ばれる旧市街と、川の東側に位置する新市街とに分かれる。新市街には1606年に建てられたミラベル宮殿と庭園、1776年に創設された州立劇場、1898年建造の聖アンドレ寺院、1841年に大聖堂音楽協会として始まり、1914年に音楽院となったモーツァルテウム、（現在は国際モーツァルテウム財団の建物）、ザルツブルク・マリオネット劇団が公演されているミラベル・カジノがある。マカルト広場には、モーツァルトの住居（1774年旧市街の生家から転居）や、ドップラー効果で有名なクリスチャン・ドップラーの生家もある。
マカルト小橋とシュターツ橋いずれかの橋で旧市街へ渡ると、モーツァルトの生家のあるゲトライデ通りはすぐ近くである。旧市街ではレジデンツ、すなわちザルツブルクを支配していた大司教の住居がある。レジデンツの東には2つの塔を持つドーム（大聖堂）があり、レジデンツ広場、さらにモーツァルト広場とつづく。ドームの南側には、大きなサンクト・ペーター寺院、その西隣には音楽祭に使われる祝祭大劇場、モーツァルトのための劇場（旧祝祭小劇場）、フェルゼンライトシューレ（岩壁に面した乗馬学校跡のコンサートホール）がある。
町のほとんどどこからでも見える南の高台にはホーエンザルツブルク城がある。高台はメンヒスベルクという名の丘陵で、旧市街の南側を1.3kmにわたって続く高さ約50メートルの高地をなしている（一番高い場所で標高508メートル）。この城は要塞として1077年に造られ、その後拡張工事が続き、レオンハルト・フォン・コイチャッハ大司教（在位1495 - 1519年）の時代に大きく拡張された。兵舎又は牢獄として利用されたが、外敵に占領された事がなく、ヨーロッパ中世のものとしては完璧に保存された希な例となっている。拡張工事は最終的には1681年に竣工して今日に至っている。城へは1892年に開通したケーブルカーで登る方法と、歩いて登る道とがある。この城からの眺望は市街地側の眺望と共に、ブルクホーフ（城の中庭）といわれる南側の眺望も美しくウンタースベルク山が綺麗に見渡せる。この風景はカレンダーによく利用されている。
ケーブルカーの下の駅から東に行くと高台に1471年に完成したノンベルク尼僧院があるが、この尼僧院は古く紀元700年頃に創設されたものである。
市内旧市街やその他の歴史的建築物は、ユネスコ世界遺産に「ザルツブルク市街の歴史地区」として登録されている。

## 気候
ザルツブルクの気候はケッペンの気候区分で西岸海洋性気候(Cfb)に属する。
| ザルツブルク (ザルツブルク空港)の気候                     | ザルツブルク (ザルツブルク空港)の気候 | ザルツブルク (ザルツブルク空港)の気候 | ザルツブルク (ザルツブルク空港)の気候 | ザルツブルク (ザルツブルク空港)の気候 | ザルツブルク (ザルツブルク空港)の気候 | ザルツブルク (ザルツブルク空港)の気候 | ザルツブルク (ザルツブルク空港)の気候 | ザルツブルク (ザルツブルク空港)の気候 | ザルツブルク (ザルツブルク空港)の気候 | ザルツブルク (ザルツブルク空港)の気候 | ザルツブルク (ザルツブルク空港)の気候 | ザルツブルク (ザルツブルク空港)の気候 | ザルツブルク (ザルツブルク空港)の気候 |
| 月                                                        | 1月                                   | 2月                                   | 3月                                   | 4月                                   | 5月                                   | 6月                                   | 7月                                   | 8月                                   | 9月                                   | 10月                                  | 11月                                  | 12月                                  | 年                                    |
| --------------------------------------------------------- | ------------------------------------- | ------------------------------------- | ------------------------------------- | ------------------------------------- | ------------------------------------- | ------------------------------------- | ------------------------------------- | ------------------------------------- | ------------------------------------- | ------------------------------------- | ------------------------------------- | ------------------------------------- | ------------------------------------- |
| 最高気温記録 °C （°F）                                    | 16.3 (61.3)                           | 21.7 (71.1)                           | 24.9 (76.8)                           | 27.9 (82.2)                           | 32.2 (90)                             | 35.6 (96.1)                           | 37.7 (99.9)                           | 35.6 (96.1)                           | 32.1 (89.8)                           | 28.2 (82.8)                           | 23.5 (74.3)                           | 18.6 (65.5)                           | 37.7 (99.9)                           |
| 平均最高気温 °C （°F）                                    | 3.2 (37.8)                            | 5.6 (42.1)                            | 10.4 (50.7)                           | 14.3 (57.7)                           | 19.9 (67.8)                           | 22.2 (72)                             | 24.4 (75.9)                           | 24.2 (75.6)                           | 20.1 (68.2)                           | 14.8 (58.6)                           | 7.8 (46)                              | 4.0 (39.2)                            | 14.2 (57.6)                           |
| 日平均気温 °C （°F）                                      | −0.8 (30.6)                           | 0.7 (33.3)                            | 4.8 (40.6)                            | 8.5 (47.3)                            | 13.8 (56.8)                           | 16.5 (61.7)                           | 18.6 (65.5)                           | 18.3 (64.9)                           | 14.3 (57.7)                           | 9.3 (48.7)                            | 3.6 (38.5)                            | 0.4 (32.7)                            | 9.0 (48.2)                            |
| 平均最低気温 °C （°F）                                    | −4.0 (24.8)                           | −2.9 (26.8)                           | 0.7 (33.3)                            | 3.8 (38.8)                            | 8.4 (47.1)                            | 11.5 (52.7)                           | 13.5 (56.3)                           | 13.5 (56.3)                           | 10.1 (50.2)                           | 5.5 (41.9)                            | 0.6 (33.1)                            | −2.5 (27.5)                           | 4.9 (40.8)                            |
| 最低気温記録 °C （°F）                                    | −25.4 (−13.7)                         | −21.8 (−7.2)                          | −21.6 (−6.9)                          | −3.9 (25)                             | −2.1 (28.2)                           | 2.0 (35.6)                            | 3.7 (38.7)                            | 4.3 (39.7)                            | −1.6 (29.1)                           | −8.0 (17.6)                           | −17.8 (0)                             | −26.8 (−16.2)                         | −26.8 (−16.2)                         |
| 降水量 mm （inch）                                        | 59.9 (2.358)                          | 54.7 (2.154)                          | 78.7 (3.098)                          | 83.1 (3.272)                          | 114.5 (4.508)                         | 154.8 (6.094)                         | 157.5 (6.201)                         | 151.3 (5.957)                         | 101.3 (3.988)                         | 72.6 (2.858)                          | 83.0 (3.268)                          | 72.8 (2.866)                          | 1,184.2 (46.622)                      |
| 降雪量 cm （inch）                                        | 24.0 (9.45)                           | 23.9 (9.41)                           | 21.7 (8.54)                           | 2.9 (1.14)                            | 0.1 (0.04)                            | 0 (0)                                 | 0 (0)                                 | 0 (0)                                 | 0 (0)                                 | 0 (0)                                 | 12.1 (4.76)                           | 27.8 (10.94)                          | 112.5 (44.29)                         |
| 平均降水日数                                              | 10.1                                  | 9.5                                   | 11.9                                  | 11.8                                  | 12.1                                  | 15.0                                  | 14.4                                  | 13.2                                  | 10.8                                  | 9.3                                   | 10.8                                  | 11.8                                  | 140.7                                 |
| 平均降雪日数                                              | 15.4                                  | 11.7                                  | 6.1                                   | 1.4                                   | 0                                     | 0                                     | 0                                     | 0                                     | 0                                     | 0.1                                   | 5.1                                   | 13.1                                  | 52.9                                  |
| 平均月間日照時間                                          | 67.0                                  | 91.9                                  | 130.0                                 | 152.6                                 | 196.4                                 | 193.9                                 | 221.1                                 | 202.8                                 | 167.7                                 | 129.7                                 | 81.2                                  | 62.8                                  | 1,697.1                               |
| 出典：Central Institution for Meteorology and Geodynamics |                                       |                                       |                                       |                                       |                                       |                                       |                                       |                                       |                                       |                                       |                                       |                                       |                                       |

## 歴史

### 古代
西暦紀元前1800年以前の新石器時代、既にヘルブルン山地、カプツィーナ、ラインベルクに人類の足跡が見られ、青銅器時代にイリュリア人がピンツガウやポンガウの渓谷で鉱石を採掘していたことが推測される。鉄器時代にはザルツブルクの人々は岩塩の採掘を行っており、その後のハルシュタット文明につながっている。ザルツカンマーグートのバート・イシュルの南52kmにあるハルシュタットでは、紀元前10世紀頃のケルト人の墓地と埋蔵品が発見され、高度な文明が築かれていた事が判明している。
紀元前14年、ローマ軍がアルプスを越えて侵入する。クラウディウス帝の時代には属州ノリクム（現在のオーストリア）の各地に都市が築かれ、ローマ文化の花が開いた。ザルツブルクの原型である古いケルト人の町はユヴァウムあるいはユリクムと呼ばれていたが、この町もローマ文化の影響を受けた。また、ユヴァウムはイタリアとバイエルンを結ぶ街道と、ヴェルスを経てリンツに至る街道の分岐にあたる交通の要衝ともなった。

### 中世
476年、ローマ人は侵入した東ゴート族を前にして撤退し、ノリクムを放棄。ユヴァウムはゲルマン民族により占領され略奪された。西ローマ帝国のゲルマン系雇兵隊長オドアケルの時代のことである。
696年、バイエルンのテオド大公は、ルーペルト司教の才覚を聞き及んで、植民を予定していたドナウ川中流域へのカトリック布教のためにルーペルトを招聘し、ザルツブルク周辺の領地（西はキームゼー〈キーム湖〉から南はザルツァハ川上流）を寄進し、司教区管轄地とする事を認めた。ルーペルトはこの地にサンクト・ペーター修道院を創設した。ルーペルトの名は Ruprecht, Hrodperht, Hrodpreht, Roudbertus, Rudbertus, Robertなどと様々に記されているが、いずれにせよ初代ザルツブルクの司教つまりザルツブルク教区の領主ということになる。ザルツブルクは最初ザルツプルヒ（Salzpurch）と呼ばれていた。
ザルツブルクは798年に大司教区に昇格する。カランタニア地方を中心とするスラブ人地域への宣教活動を成功させ、アギロルフィング家歴代バイエルン公や諸貴族による土地寄進合戦によって、大司教領有地は南はドラウ川まで、西はツィラー渓谷とイン川まで、東はハンガリー（バラトン湖）まで拡大した。キリスト教と手を携えての東方への拡張は、907年にマジャル人との戦いで大司教テオトゥマール1世が戦死し、終焉を迎えた。
ザルツブルク最初のドームは774年に前期ローマ建築で建てられた。次の代の司教のヴィルギルが聖堂を建て、その後の図書館や学校の基礎となった。ザルツブルクの2度目のドームは1181年頃に後期ローマ様式の建築で造られた。アルプス以北では唯一の身廊が5つあるバシリカ式の建築でドイツ皇帝聖堂との混合形式である。領主司教がこのように優れた建築物を造る事が出来たのは、教会の所有地とハラインの岩塩採掘とタウエルンの金採鉱での収入が自由に使えたからである。
ホーエンザルツブルク城は1077年、神聖ローマ皇帝ハインリヒ4世と教皇グレゴリウス7世の間に起こった聖職叙任権闘争のさなか、大司教ゲープハルト1世が皇帝派に対抗すべく建築した防衛施設である。ホーエンザルツブルク城は1500年頃にレオンハルト・フォン・コイチャッハ大司教の下で強固にされた。
- 1147年 - 大司教エーバーハルト1世（英語版、ドイツ語版）は大司教区の叙任権争いで教皇側に就き、皇帝側であるバイエルンはザルツブルクへの影響力を失った。
- 1167年 - 神聖ローマ皇帝フリードリヒ1世（赤髭公）側についたプライン伯はザルツブルクに放火するも占領には至らず。
- 1200年 - エーバーハルト2世登位。教皇支持をやめ皇帝フリードリヒ2世を支持。域内にそれまでのグルクに加えキームゼー、ラヴァント、セッカウの直属司教区（アイゲンビストゥム：大司教が直接叙任権をもつ司教区）を設置する。彼はフリードリヒの元で外交および帝国国制改革に加わり、神聖ローマ帝国内の聖俗領主権を拡大する帝国法の起草に参画する。内政では世俗貴族のお家断絶に乗じ教会守護職権を回収、世俗支配権を強化する。さらに皇帝からルンガウ、ヴィンディシュ・マトライなどの領主権を与えられ、支配領域は劇的に拡大する。彼によって「大司教区」は名実共に「領邦」となった。よってエーバーハルト2世は「領邦ザルツブルクの父」と呼ばれている。
- 1270年 - フリードリヒ2世・フォン・ヴァルヒェン（ドイツ語版）が大司教になる。フリードリヒはハプスブルク家の始祖ルドルフ1世に忠実な、力ある協力者であった。

### 近世

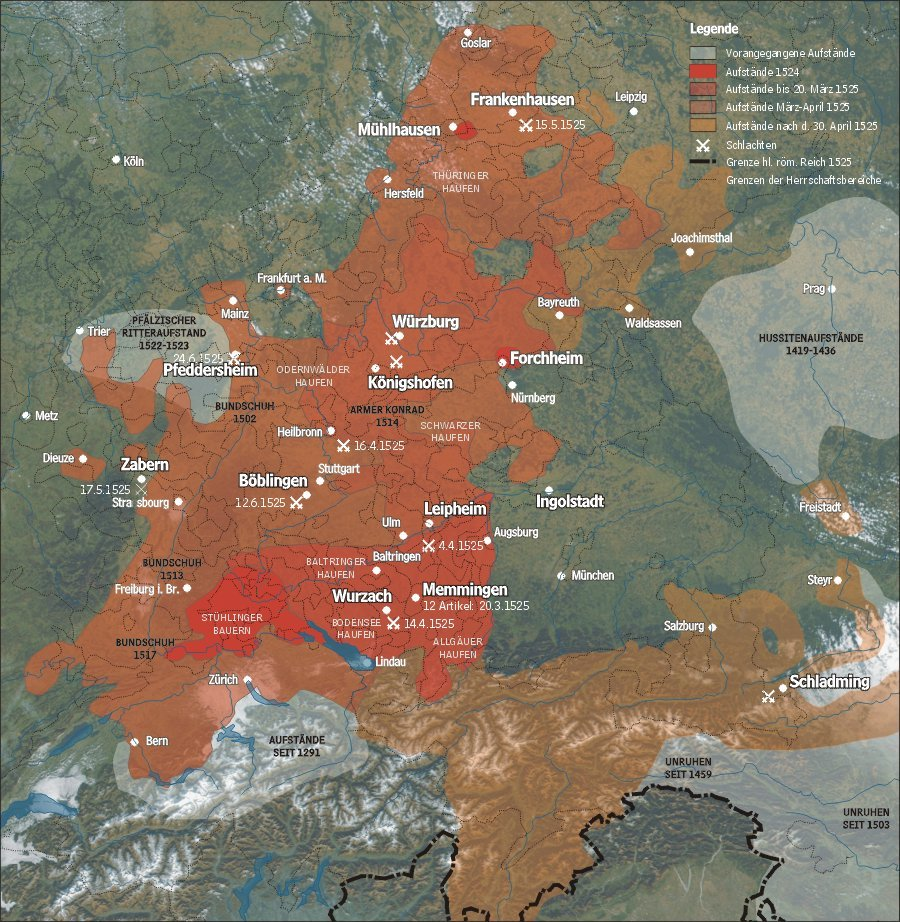
テューリンゲンからバイエルン西部、バーデン＝ヴュルテンベルク、アルザス、スイス、南北チロル、ザルツブルクにかけて波及した農民戦争

- 1525年 - ドイツ農民戦争が起り、ホーエンザルツブルク城が包囲される。神聖ローマ帝国マクシミリアン1世の元官房長（Kanzler）であった枢機卿マッテウス・ランク大司教はシュヴァーベン同盟軍を使って排除した。
- 1541年 - マッテウス・ランク大司教に批判的な立場を取り、農民戦争期にサルツブルクを離れていた医師パラケルススは、大司教の死に合わせてザルツブルクに戻るが、水銀中毒で死亡。聖セバスティアン墓地に葬られた。

大司教ヴォルフ・ディートリヒ・フォン・ライテナウ（在位：1587年 - 1612年）は、イタリアのメディチ家と縁戚関係にあり、ザルツブルクの「小ローマ化」を目指していた。独裁政治を推し進めた大司教はユダヤ教徒の町娘の美女ザーロメ・アルト（サロメ・アルト）のために1606年にアルテナウ小城（後のミラベル宮殿）を造り、15人の子供をもうけてもいる。ライテナウは製塩権をめぐってバイエルン公マクシミリアンと争い、敗れて1612年に退位させられる。その後ホーエンザルツブルク城に幽閉され、5年後の1617年にその牢獄で死亡した。
次の大司教マルクス・ジッティクス・フォン・ホーエネムス（在位：1612年 - 1619年）は、1613年から1619年にかけてイタリア人の宮廷首席建築家サンティノ・ソラーリに夏の離宮ヘルブルン宮殿を造らせている。ソラーリは新大聖堂、大学、聖ペーター修道院教会、カプツィーナー教会、フランツィスカーナー教会などを手掛け、現在のザルツブルク市の町並みを作り上げた。イタリア・バロックからオーストリア・バロックへの変化をもたらしたのは、17世紀の終りのフィッシャー・フォン・エルラッハ（在位：1656年 - 1723年）の仕事である。主な作品には三位一体教会、コレーギエン教会、ウルスリーヌ修道会教会、聖ヨハネ・救護院教会などがある。また、この頃都市はザルツァッハ右岸へ著しく広げられ、今もまだ保存されているがメンヒスベルクとカプツィーナーベルクの稜堡が造られた。1700年以後ミラベル宮殿、同じくクレスハイム宮殿とロココ式のレオポルツクロン宮殿が建造された。
次の大司教パリス・グラーフ・フォン・ロドロン（在位：1619年 - 1653年）は1623年にベネディクト派の総合大学（ただし医学部は常時開設されたわけではない）を開校した（創立1617年）。ヨーロッパでの三十年戦争に巻き込まれなかったザルツブルクは、南ドイツから多くの戦争避難民を受け入れ、これに学生も加わり、17世紀のヨーロッパの都市としては例外的に人口が増大した。このころドームとレジデンツが完成。17世紀は都市内の建築物が木造から石造に変化しはじめる時代であったとも言える。
1727年、大司教フィルミアン男爵レーオポルト・アントン・エロイテリウス（在位：1727年 - 1744年）は凄惨な新教徒迫害（Salzburger Exulanten）を始める。ホーエンザルツブルク城の地下牢が一杯になり、収容場所が無くなると、国外に追放した。1731年から1733年の間に新教徒21,475人 が追放され、1万人がアメリカのジョージア州に、他はプロイセンとリトアニア、ハノーファーに移住した。全人口の6分の1から5分の1を占めていた2万人以上の新教徒を失ったザルツブルクに対し、その半数以上を受け入れたプロイセンは大国として飛躍することになる。
- 1756年 - モーツァルト誕生（1756年 - 1791年）。
- 1794年 - 大司教領内全土における最初の国勢調査。

フランス革命の勃発は、領邦ザルツブルクの運命を大きく変えることになる。革命戦争中の1797年、カンポ・フォルミオ条約の秘密条項において共和政フランスは、ハプスブルク家がイタリア内の支配地を失う代償としてザルツブルク大司教領を世俗化し、これをハプスブルク家に与えることを皇帝フランツ2世に約束していた。また1800年12月3日ホーエンリンデンでオーストリア軍が手痛い敗北を喫すると、その1週間後の12月10日、大司教ヒエロニュムス・フォン・コロレドは這々の体で領邦から逃げ出した。フランス軍の占領を経た後、1803年2月11日にはトスカーナ大公だったフェルディナント3世がザルツブルク選帝侯となる。同じ日、ウィーンに亡命していたヒエロニュムス・フォン・コロレドはザルツブルクの君主権放棄を宣言し、統治権を持たない大司教となった。長きにわたって続いた領主大司教の支配はここに終焉の時を迎えた。

### 近現代
サルツブルクは、ナポレオン戦争のさなかの1809年に一時期オーストリア帝国の支配下に入ったが、オーストリアがナポレオンに屈服したシェーンブルンの和約によってバイエルン王国に編入される。1816年、ウィーン会議の決議に従ってザルツブルクは最終的にオーストリアに併合される。1938年にはアドルフ・ヒトラーによるオーストリア併合があり、ザルツブルクは第二次世界大戦に巻き込まれ、市内各区とドームが爆撃を受けた。戦後、アメリカ駐留軍がザルツブルクに司令部を設置する。オーストリアは独立を回復し、ザルツブルクも現在に至っている。
- 1841年 - 「ドーム音楽協会とモーツァルテウム」が創立され、現在のザルツブルク・モーツァルテウム大学、国際モーツァルテウム財団、モーツァルテウム管弦楽団へと発展した。
- 1842年 - 最初のモーツァルト祭（Mozartfest）が開催される。
- 1908年 - ヘルベルト・フォン・カラヤン誕生。
- 1917年 - 第一次世界大戦の終り頃にザルツブルク祝祭劇場協会が創立された。
- 1920年 - 第1回の「ザルツブルク音楽祭」が開かれた。
- 1957年 - ザルツブルクとバート・イシュル間の小規模な地方鉄道が廃止された。
- 1960年 - 新しい祝祭大劇場のオープン。クレメンス・ホルツマイスターの案に従って建築されたものである。
- 1965年 - ザルツブルクとその近郊を舞台にした映画『サウンド・オブ・ミュージック』が公開され、1965年度のアカデミー賞5部門（作品、監督、音響、編集、編曲[注 2]）を受賞した[3]。
- 1996年 - ザルツブルク市街の歴史地区が世界遺産に登録される。

## 出身&ゆかりの人物
- ヴォルフガング・アマデウス・モーツァルト
- フランツ・グルーバー
- ゲオルク・トラークル
- ロベルト・ムージル
- ヘルベルト・フォン・カラヤン
- シュテファン・ツヴァイク
- クリスチャン・ドップラー
- パラケルスス
- ハンス・マカルト
- ゲオルク・フォン・トラップ
- マリア・フォン・トラップ
- 藤岡久美子 - ジャーナリストの夫と1999年に国際結婚により、在住。
- ユリアン・バウムガルトリンガー - サッカー選手。2016年よりドイツ・ブンデスリーガ・バイエル・レバークーゼンに所属。
- アンドレアス・イベルツベルガー - サッカー選手。ドイツ・ブンデスリーガ・SCフライブルクなどに所属した。
- ローマン・キーナスト - サッカー選手。2015年よりオーストリア・ブンデスリーガ・SKシュトゥルム・グラーツに所属。
- アレクサンダー・マンニンガー - サッカー選手。2016年よりプレミアリーグ・リヴァプール
- ローランド・ラッツェンバーガー - レーシングドライバー。

## 名物料理・お菓子
- モーツァルトクーゲル
- ボスナ
- ザルツブルガーノッケルン

## 飲食店
- シュティフツケラー・ザンクト・ペーター

## 教育

### 高等教育機関
- ザルツブルク大学（英語版、ドイツ語版）
- パラケルスス・ザルツブルク私立医科大学（英語版、ドイツ語版）
- ザルツブルク・モーツァルテウム大学
- アルマ・マータ・ユーロピア（英語版、ドイツ語版）
- ザルツブルク応用科学大学（ドイツ語版）

## スポーツ
冬季オリンピックの開催候補地に名乗りを挙げたことからもわかるとおりザルツブルク州ではウィンタースポーツが盛ん。南方に高速道路を利用すれば30分ほどでダハシュタインやスキー・アマンデ等の一大スキー場集積地に行くことができる。
また、年間を通してのスポーツではサッカーが人気。収容能力3万人のサッカー専用スタジアムレッドブル・アレーナがあり、オーストリア・ブンデスリーガの強豪レッドブル・ザルツブルクが本拠地としている。元日本代表選手の三都主アレサンドロ、宮本恒靖、南野拓実が在籍していた。

## 交通

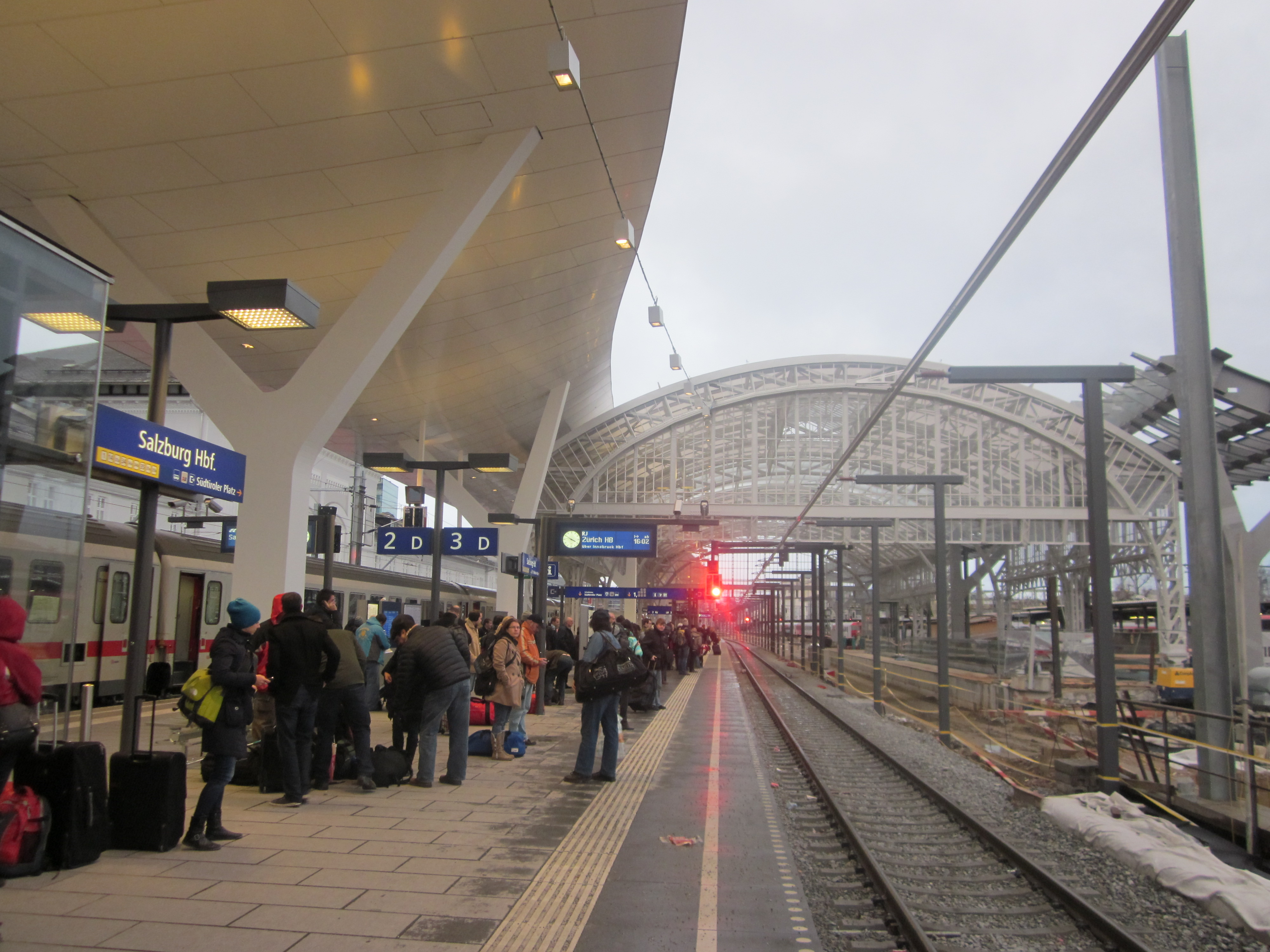
ザルツブルク中央駅

ザルツブルク市街の歴史地区から歩いて20分程のところにザルツブルク中央駅があり、ドイツのミュンヘンから約2時間、ウィーンからは約3時間である。ザルツブルク中央駅の西側にバスターミナルがあり、トロリーバスやバスが発着している。

## 姉妹都市
- ランス、フランス 1964年
- アトランタ、アメリカ合衆国 1967年
- ヴェローナ、イタリア 1973年
- レオン、ニカラグア 1984年
- シンギダ州、タンザニア 1984年
- ヴィリニュス、リトアニア 1989年
- ドレスデン、ドイツ 1991年
- 川崎市、日本 1992年
- メラーノ、イタリア 2000年
- 上海市、中国 2004年
- ベルン、スイス 2006年
- São João da Madeira、ポルトガル 2007年

### ザルツブルクの鐘（川崎市）
2011年に東日本大震災で被災したミューザ川崎シンフォニーホールの復興のため、姉妹都市提携を結んでいたザルツブルク市とザルツブルク音楽祭から20万ユーロ（約2100万円）の支援金が送られた。そのことを記念するオブジェ「ザルツブルクの鐘」が川崎駅構内に設置されている。ザルツブルク大聖堂の鐘をイメージして作られており、鐘をザルツブルク出身のモーツァルトが作曲した『アイネ・クライネ・ナハトムジーク』の五線譜が囲っている。